# Sir Bani Yas
Sir Bani Yas (arabisch صير بني ياس, DMG Ṣīr Banī Yās) ist eine Insel 250 km südwestlich von Abu Dhabi. Sie liegt etwa 9 km von Jebel Dhanna entfernt. Die Insel ist etwa 17,5 km lang und 9 km breit und hat eine Fläche von 70,53 km². Damit ist sie die größte naturbelassene Insel der Vereinigten Arabischen Emirate.
Der Inselname war zudem Namensgeber für das größte Naturschutzgebiet der Vereinigten Arabischen Emirate, welches 1970 von Scheich Zayid bin Sultan Al Nahyan errichtet wurde. Zayid erhielt während seiner Regierungszeit wiederholt exotische Tiere, wie Lamas, Giraffen und Antilopen, geschenkt, die er auf der Insel ansiedelte. 2015 lebten 400 Arabische Oryx, die größte Herde der Welt, auf Sir Bani Yas.
In diesem etwa 87 km² großen Gebiet konnte sich eine Vielzahl von Vögeln, Bäumen und Pflanzen über Jahrzehnte zu einem einzigartigen Ökosystem entwickeln, das heute oft von Touristen für Ausflüge besucht wird. Über drei Millionen Bäume wurden seit Eröffnung des Reservates angepflanzt. Nach dem Tod Zayads 2004 wurde die Insel systematisch für Touristen erschlossen. So werden Safaritouren, Bogenschießen, Mountainbiking, Klettern und Tauchen für Urlauber angeboten. 
Sir Bani Yas dient auch als agrarisches Versuchslabor. In Feldversuchen wollen Wissenschaftler herausfinden, ob Erdbeerpflanzen, Oliven- und Zitronenbäume unter den lokalen Bedingungen gedeihen.
Auf der Insel sind einige historisch bedeutsame Stätten vorhanden. So finden sich kulturelle Zeugnisse aus der Steinzeit, des frühen Islam und die Grundmauern eines christlichen Klosters auf Sir Bani Yas.

## Touristik
MSC Cruises besitzt auf der Insel einen eigenen Privathafen für Kreuzfahrtschiffe mit eigenem Strand.